# 麥迪遜鎮區 (堪薩斯州格林伍德縣)
麥迪遜鎮區（英語：Madison Township）為美國堪薩斯州格林伍德縣轄下的鎮區。2010年美国人口普查中此鎮區人口有983人。

## 地理
麥迪遜鎮區涵蓋總面積為322.9平方（124.66平方英里），其中陸地面積為321.1平方（123.96平方英里），水域面積為1.8平方（0.70平方英里）或0.56%。海拔高度380（1,250英尺）。

## 人口統計
根據2010年美國人口普查，麥迪遜鎮區人口有983人，其中男性有482人，女性有501人，人口密度為每平方公里3.05人，住房計548戶。鎮區內的白人有944人，非裔美國人有1人，美洲原住民有12人，亞裔美國人有1人，太平洋島裔美國人有0人，其他種族有4人，混血種族則有21人。此外鎮區內有24人為西班牙裔或拉丁裔美國人。此鎮區之年齡中位數為44.9歲，而男性年齡中位數為44.8歲，女性年齡中位數為45.1歲。

## 交通

### 主要公路
- 58號堪薩斯州州道
- 99號堪薩斯州州道